# VBK T4-EP
Die Triebwagen T4-EP und die Beiwagen B4-EP der Verkehrsbetriebe Karlsruhe (VBK) waren eine Serie von 16 Straßenbahnwagen in Großraumbauweise, die in den Jahren 1958 und 1961 von der Waggonfabrik Rastatt zum Einsatz im Karlsruher Straßenbahnnetz geliefert wurden. Die Ausmusterung der Großraumwagen erfolgte zwischen 1985 und 1987. Einige Wagen wurden anschließend zu Sonderfahrzeugen umgebaut.

## Aufbau

### Technik

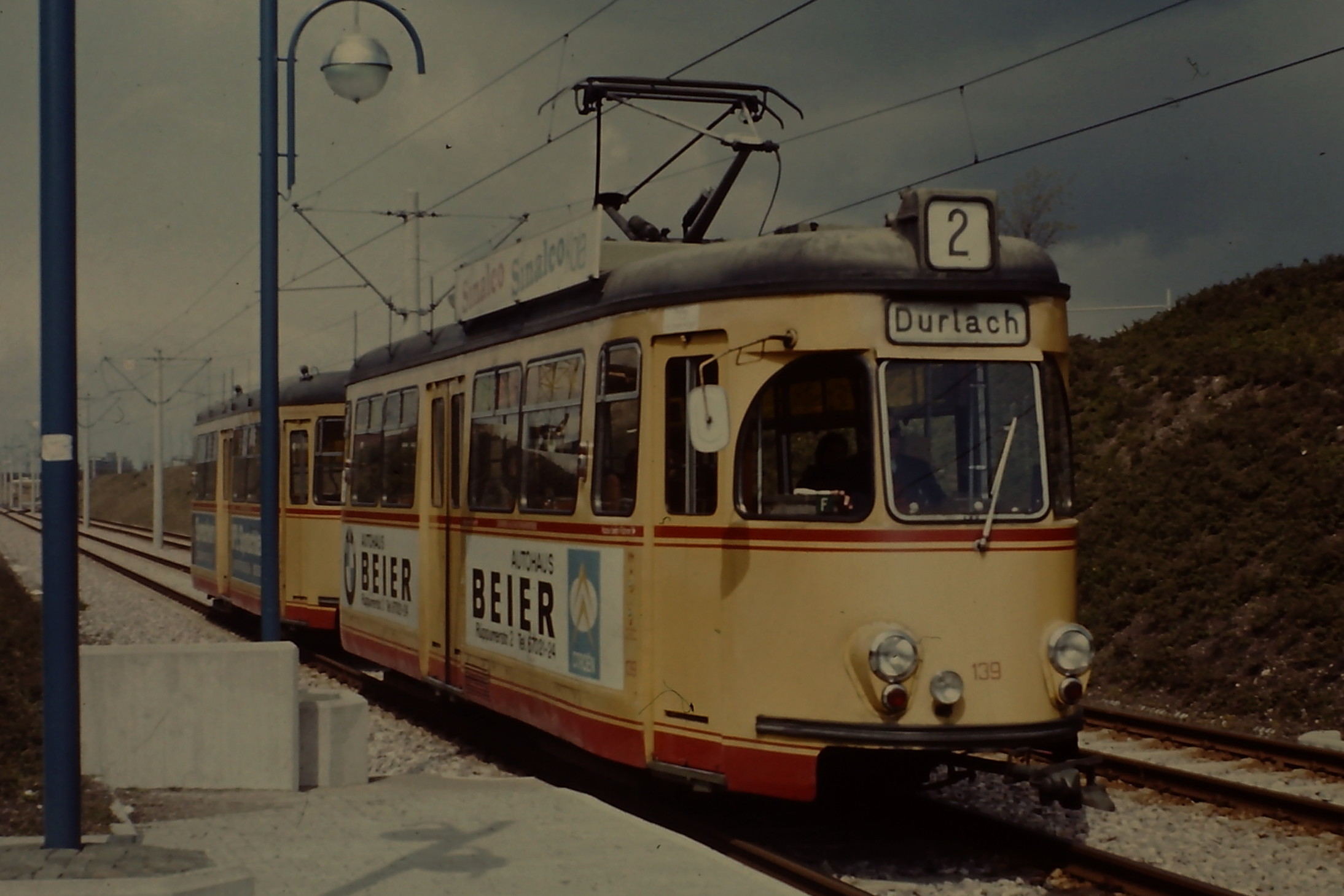
Nr. 139

Bei den Fahrzeugen handelte es sich um vierachsige Großraumwagen in Einrichtungsbauweise. Sie besaßen konventionelle, von Duewag hergestellte Drehgestelle. Die Wagenkästen waren selbsttragende, verdrehungssteife, geschweißte Stahlkonstruktionen. Sie erhielten Doppelfalttüren der Duewag-Bauart in der Fahrzeugmitte und am Heck und eine Einfachfalttür am Bug. Die Fenster waren geteilt, der obere Teil war als gelblich getönte Ausstellfenster ausgeführt.
Die Fahrzeuge unterschieden sich von den Fahrzeugen T4 der ersten und zweiten Lieferserie hinsichtlich ihrer Fahrzeugbreite. Sie waren mit 2,37 Meter 20 Zentimeter breiter und wurden daher auch Breitraumwagen genannt. Durch den breiteren Wagenkasten veränderte sich auch die Stirnfront der Fahrzeuge. Trugen die Triebwagen T4 noch zwei Frontscheinwerfer übereinander, so waren diese bei den T4-EP nebeneinander angeordnet.
Die beiden Triebdrehgestelle der Wagen waren mit einem Duewag-Tandemantrieb ausgestattet. Die beiden Fahrmotoren leisteten je 110 kW. Die Fahrzeuge verfügten über eine elektropneumatische Steuerung, die Mehrfachtraktionen untereinander und mit den Gelenktriebwagen GT6-EP der Verkehrsbetriebe Karlsruhe und den GT6-EP und GT8-EP der Albtal-Verkehrs-Gesellschaft ermöglichte. Die Stromzuführung erfolgte über Scherenstromabnehmer. Die Fahrzeuge waren mit Widerstands-, Druckluft-Federspeicher- und Magnetschienenbremse ausgestattet. Zur Verbindung von Trieb- und Beiwagen dienten BSI-Kompaktkupplungen, wobei die elektrische Verbindung durch ein gesondertes Kabel hergestellt wurde.

### Innenraum
Der Innenraum wies eine 2+1-Reihenbestuhlung mit Stahlrohrstühlen und hölzernen Sitzflächen und Rückenlehnen auf. Neben dem voll ausgestatteten Fahrerplatz befand sich im Heck der Triebwagen als auch der Beiwagen ein Rangierfahrpult, das in einen Schaltschrank eingebaut war. Außerdem besaßen die Wagen bis Ende der 1960er Jahre einen Schaffnersitz beim hinteren Einstieg. Nach Einführung des Einmannbetriebs wurde dieser entfernt. Für den Einmannbetrieb wurden Fahrscheinentwerter in der Nähe der Türen eingebaut. Zur Fahrgastinformation dienten an Front und Heck angebrachte Liniennummernkästen, eine zusätzliche Zielfilmanzeige vorne sowie Seitenschilderkästen.

### Farbgebung
Die Fahrzeuge waren in den Karlsruher Stadtfarben gelb mit umlaufender breiter roter Zierlinie unterhalb der Fenster lackiert. Mehrere Aluminiumzierleisten verliefen um das Fahrzeug herum. Dieser Anstrich wurde in den 1970er Jahren leicht verändert, indem die rote Zierlinie durch eine zweite, dünne Zierlinie ergänzt und die Schürze des Wagenkastens ebenfalls rot lackiert wurde. Die Aluminiumzierleisten entfielen. Den Bereich unterhalb der Fenster zierte anfangs das Karlsruher Stadtwappen. Nach Einführung der Seitenwandreklame entfiel dieses.

## Geschichte

### Lieferung
Ende der 1950er Jahre bestand der Fahrzeugpark der Karlsruher Straßenbahn ausschließlich aus zweiachsigen Trieb- und Beiwagen und den Großraumwagen T4 und B4. Im Jahr 1958 beschafften die Verkehrsbetriebe Karlsruhe mit den T4-EP nochmals acht Triebwagen und im Jahr 1961 mit den B4-EP nochmal ebenso viele Beiwagen. Diese Wagen waren 20 Zentimeter breiter als die Wagen der ersten Lieferserie und unterschieden sich in der elektrischen Ausrüstung. Die elektrische Ausrüstung der Triebwagen 134–137 stammte von Kiepe Electric, die von Triebwagen 138–141 von BBC und die der Beiwagen von Siemens-Schuckertwerke. Obwohl sich die Fahrzeuge bewährten, wurde auf eine Weiterbeschaffung zugunsten der größeren Gelenktriebwagen GT6-EP, GT6-D und GT8-D verzichtet.

### Einsatz
Die Triebwagen verkehrten in der Regel im Zweiwagenzug mit den passenden vierachsigen Beiwagen. Dabei wurden die Triebwagen mit Beiwagen immer wie folgend gepaart: 134 zu 309, 135 zu 310, 136 zu 311, 137 zu 312, 138 zu 313, 139 zu 314, 140 zu 315, 141 zu 316. Im Gegensatz zu den übrigen Straßenbahnfahrzeugen besaßen die T4-EP und ihre Beiwagen eine EBO-Zulassung. Diese ermöglichte auch einen Einsatz auf der Albtalbahn, der späteren Stadtbahnlinie A der Stadtbahn Karlsruhe. Die elektropneumatische Steuerung erlaubte Mehrfachtraktionen mit den auf dieser Linie eingesetzten Gelenktriebwagen GT6-EP der Verkehrsbetriebe Karlsruhe und den GT6-EP und GT8-EP der Albtal-Verkehrs-Gesellschaft. Nach Umzeichnung der Beiwagen 309–316 in 434–441 war ab 1982 die Zuordnung von Trieb- und Beiwagen auch anhand der um 300 höheren Betriebsnummer erkennbar. Die letzte Stammlinie der Wagen war bis 1983 die Linie 2 (Durlach–Neureuter Straße). Nach Umstellung des Liniennetzes und Lieferung der Stadtbahnwagen vom Typ GT6-80C wurden die Vierachserzüge im Jahr 1984 aus dem Verkehr gezogen. Die Garnitur aus Triebwagen 139 und Beiwagen 439 kam im Winter 1986/87 nochmals zu einem Linieneinsatz.

### Umbauten
- 134–137 – Einbau von 120 kW-Motoren.
- 134–141, 309–316 – Umbau auf Einmannbetrieb durch die Waggonfabrik Rastatt (1968).
- 134–141 – Entfernung von Elektroaufsatz an Frontkupplung. Dadurch nicht mehr mehrfachtraktionstauglich.
- 134–141 – Umbau auf Halbscherenstromabnehmer bei einigen Wagen.
- 134–141 – Umbau auf Scherenstromabnehmer mit Einholmunterschere bei einigen Wagen.

### Ausmusterung und Verbleib

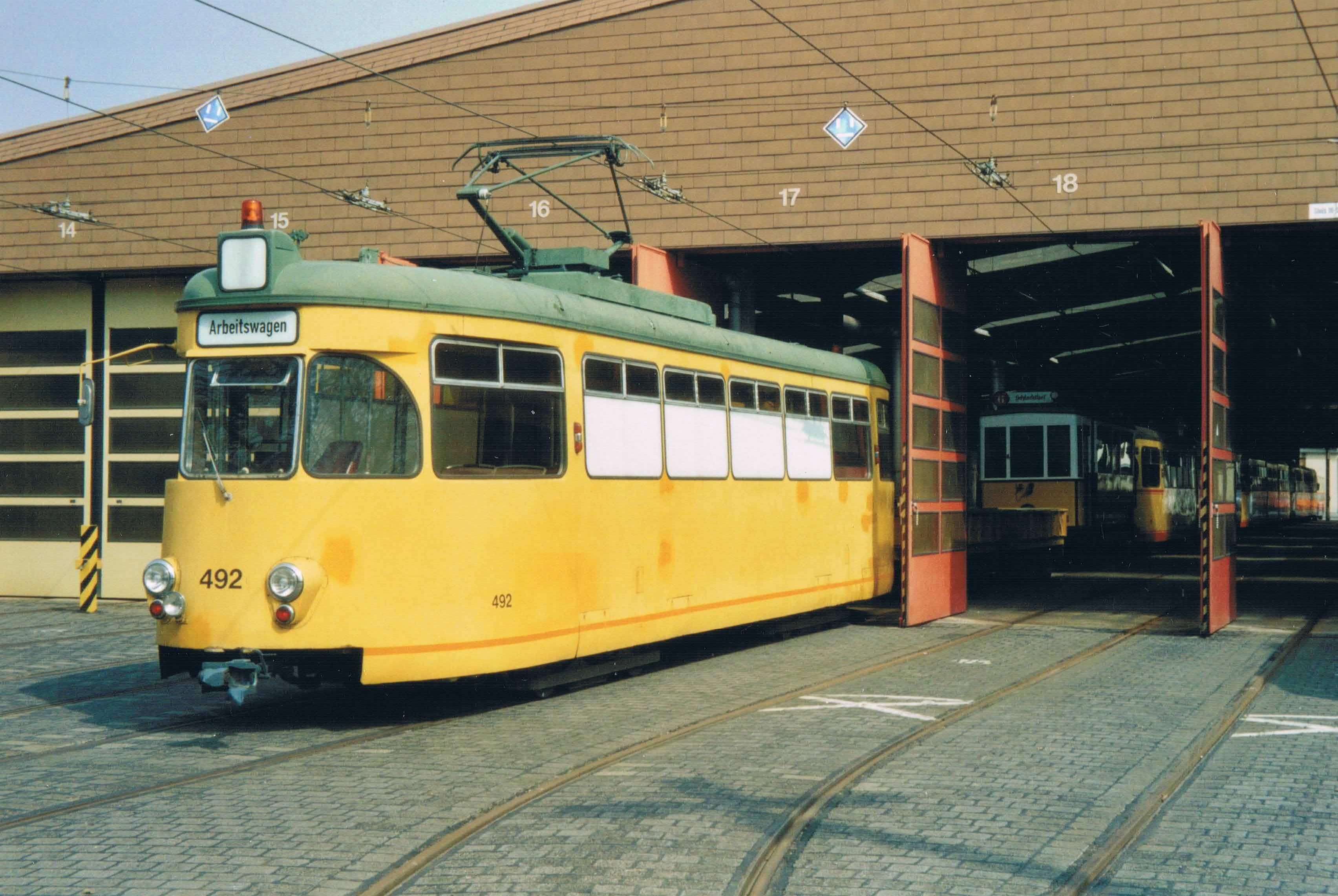
Bahnmeistereitriebwagen 492 (ex 136) im Betriebshof Tullastraße

Von den Fahrzeugen wurden zwei Triebwagen und sieben Beiwagen Mitte der 1980er Jahre verschrottet, während die Garnitur aus Triebwagen 139 und Beiwagen 439 (ehemals 314) als fahrfähige Museumswagen erhalten blieben. Zwei Triebwagen wurden zu Partywagen umgebaut und erhielten dazu eine Innenausstattung mit Polsterecken sowie eine auffällige, rot-weiße Lackierung. Um die Fahrzeuge auch im Winterdienst einsetzen zu können, erhielten sie einen zweiten Stromabnehmer mit Kupferschleifleiste, der das Freikratzen vereister Oberleitungen ermöglicht. Drei Triebwagen wurden zu Schlepptriebwagen der Bahnmeisterei umgerüstet, die diese zum Transport von Baumaterial an Gleisbaustellen nutzt. Inzwischen wurde einer der Partywagen abgestellt sowie zwei der Bahnmeistereiwagen verschrottet.
| Wagen         | Weiternutzung                                            | Verschrottung |
| ------------- | -------------------------------------------------------- | ------------- |
| 134           | Fahrleitungsenteisungswagen / Partywagen 490 seit 1987   | 2013          |
| 135           | Arbeitswagen Bahnmeisterei 494 seit 1986                 |               |
| 136           | Arbeitswagen Bahnmeisterei 492 seit 1985                 | 2011          |
| 137           | Arbeitswagen Bahnmeisterei 493 seit 1985                 | 1994          |
| 138, 312, 315 |                                                          | 1987          |
| 139, 314      | Museumswagen seit 1985                                   |               |
| 140, 313, 316 |                                                          | 1985          |
| 141           | Rangierwagen Betriebshof West / Partywagen 491 seit 1989 | 2022          |
| 309–311       |                                                          | 1986          |